# Горбун из Нотр-Дама (фильм, 1997)
«Горбун из Нотр-Дама» (англ. The Hunchback) — фильм режиссёра Питера Медака. Снят по роману Виктора Гюго «Собор Парижской богоматери».

## Сюжет
Позднее французское Средневековье, Париж конца XV века. Сюжет фильма предстает в виде истории — легенды на фоне мастерски воссозданного исторического колорита.
Трое мужчин: архидьякон Собора Парижской Богоматери Клод Фролло, звонарь собора — горбун Квазимодо и поэт Пьер Гренгуар добиваются любви одной женщины — цыганки Эсмеральды, но основное соперничество возникает между Фролло и Квазимодо…

## В ролях
- Мэнди Патинкин — Квазимодо
- Ричард Харрис — Клод Фролло
- Сальма Хайек — Эсмеральда
- Эдвард Аттертон — Пьер Гренгуар
- Найджел Терри — король Людовик XI
- Бенедик Блис — Феб
- Габи Фон — королева Анна

## Премьеры
- 16 марта 1997 года (США)
- 1 июня 1997 года (Аргентина)
- 23 июля 1997 года (Испания)
- Сентябрь 1997 года (Португалия)
- 16 декабря 1998 года (Венгрия)
- 22 января 2001 года (Исландия)
- 14 июля 2005 года (Швеция)
- 16 марта 1997 года (мир)

## Производство
1. Adelson-Baumgarten Productions
2. Alliance Communications Corporation
3. Stillking Films
4. Transatlantic Media Associates (TMA)
5. TriStar Television

## Расхождения с книгой
| Фильм | Книга |
| --- | --- |
| Эсмеральде и Квазимодо по 25 лет | Эсмеральде 16 лет, Квазимодо 20 лет. |
| На Эсмеральду нападает Клод Фролло, а Квазимодо пытается её спасти. | На Эсмеральду нападает Квазимодо по приказу Клода Фролло. |
| Эсмеральда спасает Пьера Гренгуара, выйдя за него замуж, и они влюбляются. | Эсмеральда спасает Пьера Гренгуара, но она его не любит. |
| Клод Фролло подбирает нож Эсмеральды, который у неё выпал из рук, и убивает им Гошера. | На свидании Эсмеральды и Феба де Шатопера, Клод Фролло подкрадывается сзади и ранит его. |
| Когда Квазимодо приносит Эсмеральду в собор, его сразу начинают осаждать солдаты. | Когда Квазимодо приносит Эсмеральду в собор, через какое-то время его начинают осаждать бродяги, чтобы спасти цыганку.                                                                                            |
| Квазимодо понравился Эсмеральде, и они часто разговаривают. | Эсмеральда боится Квазимодо, и он к ней почти не подходит. |
| Клод Фролло признаётся в совершенном преступлении. Цыганка оправдана. Квазимодо отпускает архидьякона. Тот, окончательно обезумев, идёт с кинжалом на Эсмеральду, но горбун закрывает её собой, а затем сбрасывает Фролло с башни собора. Эсмеральда остается с Пьером Гренгуаром, а Квазимодо, истекая кровью, умирает под звон колоколов. | Эсмеральда повешена. Квазимодо в порыве ярости сбрасывает архидьякона Клода Фролло с башни собора, а сам следует в оссуарий виселицы Монфокон, где находит тело цыганки и, заключив в «вечные объятия», погибает. |